# 公园径

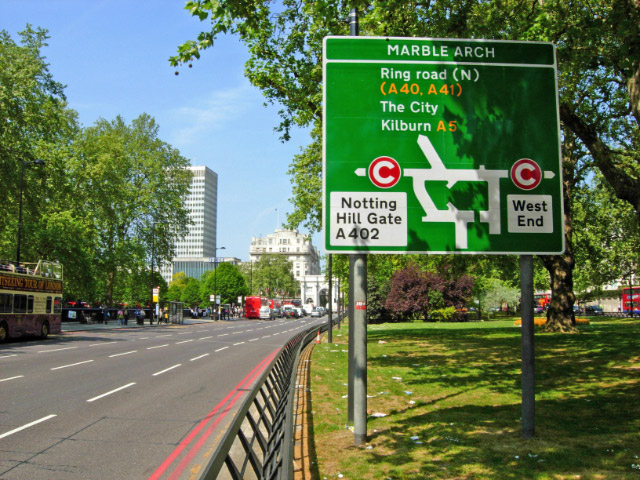
公园径

公园径（英語：Park Lane）是伦敦中部威斯敏斯特市的一条主要道路（A4202），南北走向，沿着海德公园的东部边界，从海德公园角到大理石拱门，全长约1.2公里。路东为梅费尔区。
虽然有交通噪音，这条街仍然是高档的，有一些五星级酒店，如多切斯特酒店（Dorchester Hotel）、格罗夫纳酒店（Grosvenor House Hotel）和伦敦公园径洲际酒店（InterContinental London Park Lane Hotel），还有几个跑车牌子的展厅。
这条路为伦敦内环路的一部分，以及伦敦交通拥挤税区域的边界的一部分。2007年2月，该区域向西扩展，公园径被指定为一条免费通过路线。西部延伸部分于2011年1月4日取消。
2008年11月，伦敦市长鲍里斯·约翰逊建议在街道下方开挖隧道，让出土地进行开发和绿化。